# O žabce královně
O žabce královně je pohádka, kterou sebral a napsal Karel Jaromír Erben. Příběh je původně ruský a pohádka je uvozena určením „z Veliké Rusi“. Poprvé vyšla v roce 1869 ve sbírce Vybrané báje a pověsti národní jiných větví slovanských a v českém prostředí zdomácněla, přestože v ní autor zachoval i prvky ruského koloritu – hrdinou je bohatýr Ivan, v příběhu vystupuje i moudrá Vasilka a Baba Jaga.
Později vyšla v rámci dalších souborů – je obsažena v knihách Výbor bájí a pověstí národních, Báje a pověsti slovanské, Pohádky, Pohádky děda Vševěda, Zlatá kniha pohádek či Povídám, povídám pohádky a jiných. Pohádka byla také převedena do mluveného slova.

## Děj
Byl jednou jeden král, který měl tři syny. Král se rozhodl, že je čas, aby si jeho synové našli manželky, a tak je vyslal do světa, aby hledali nevěsty. Každý syn dostal luk a šíp a měl vystřelit šíp, aby zjistil, kam ho osud zavede.
Nejstarší syn vystřelil šíp a ten dopadl na dvůr bohatého obchodníka. Obchodník měl krásnou dceru, která se tak stala jeho nevěstou. Prostřední syn vystřelil šíp a ten dopadl na zahradu bohatého šlechtice, s jehož dcerou se prostřední syn též oženil. Nejmladší syn vystřelil šíp a ten spadl do bažiny, kde žila obyčejná žabka.
Nejmladší princ byl zklamaný, že má za nevěstu žabku, ale dodržel otcovo přání a vzal si ji za manželku. Král chtěl, aby jeho synové dokázali schopnosti svých manželek, a tak jim dával různé úkoly. Manželky nejstaršího a prostředního prince se vždy snažily, ale nijak nevynikaly, zato žabka, nejmladšího prince, byla ve všech úkolech nejlepší a všechny úkoly zvládla s lehkostí a kouzlem. 
Nakonec, při posledním úkolu, se měla každá z nevěst představit královskému dvoru. Žabka zmizela a místo ní se objevila krásná princezna. Ukázalo se, že byla zakletá a díky věrnosti a lásce nejmladšího prince bylo kouzlo zlomeno.
Král byl nadšen a přiznal, že nejmladší princ má tu nejlepší manželku. Princ a jeho princezna pak žili šťastně až do smrti, a tak se naplnila pohádka o žabce královně.
Tento příběh zdůrazňuje hodnoty věrnosti, trpělivosti a skutečné lásky, která překonává všechny překážky.

## Přijetí a interpretace
Jedná se o Erbenův volný překlad či převyprávění ruské látky, v němž ale autor zachoval ruský kolorit, na rozdíl od některých jiných pohádek z této oblasti, které počeštil. Danuše Kšicová tuto verzi ve srovnání s verzí Františka Táborského a konstatuje, že volnější Erbenovo převedení lépe odpovídá duchu češtiny. Příkladem zachování ruské vazby je pohádková formule: „Pohádka se snadno vypravuje, ale nesnadno se dílo dělá.“
Vladimir Jakovlevič Propp ve studii „Folklor a skutečnost“, jež vyšla v knize Morfologie pohádky a jiné studie, vyjádřil tak, že svým náhodným a psychologicky či logicky nemotivovaným rozvíjením děje odpovídá obvyklým způsobům vyprávění kouzelné pohádky. Car dává svým snachám bezdůvodné úkoly, aniž by byl znám důvod proč a s jakým cílem to dělá. Jeho nemotivované činy vedou ke šťastnému konci, kdy nepraví hrdinové jsou poníženi a pravý hrdina je oslaven.
Hana Mirvaldová v časopise Zlatý máj s odkazem na Proppa uvedla, že „v ruských pohádkách žijí carevny, které mávnutím ruky při tanci tvoří vody a lesy“. Takové pohádky, k nimž patří i O žabce královně, mají blízko k mýtu a jsou památkou na kult bohyně symbolizující úrodu a plodnost (Démétér). Lze je považovat za pozůstatek náboženských představ spojených se zemědělstvím.